# Ejército de la República de las Dos Naciones

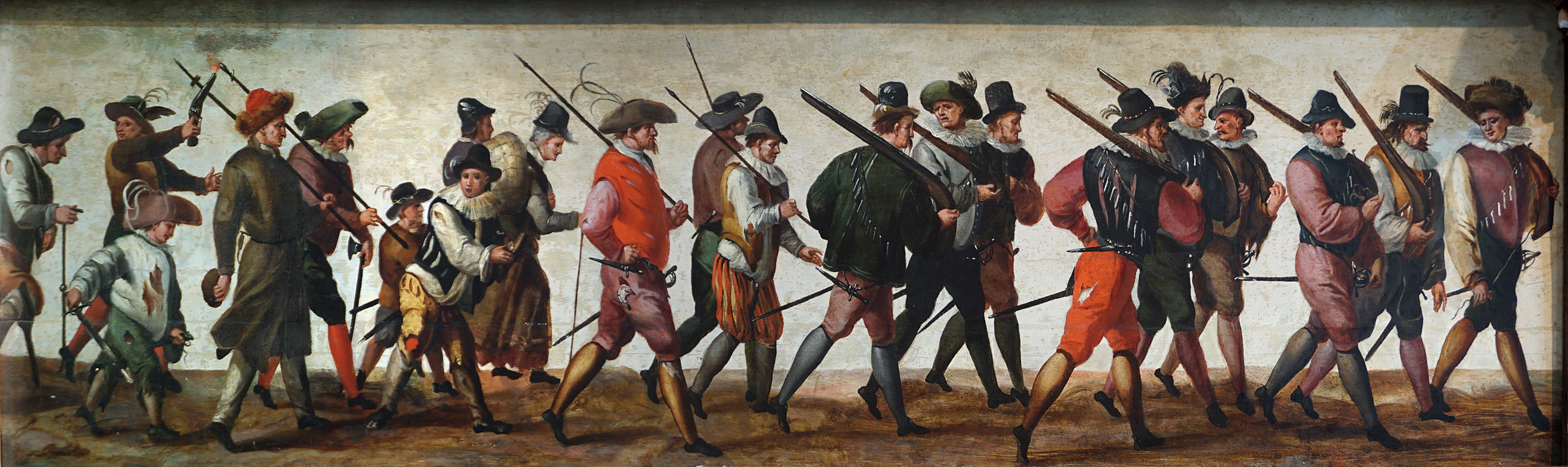
Infantería mercenaria de Gdańsk, pintura de finales del procedente de la Corte Artus de Gdańsk, de autor desconocido

La República de las Dos Naciones fue el territorio más extenso en Europa Central. Juntos se extendían desde el Báltico hasta el Mar Negro y desde el Sacro Imperio Romano Germánico casi a las puertas de Moscú.
Su ejército, aunque relativamente pequeño para un país tan grande, logró muchos éxitos en contra de una gran variedad de enemigos agresivos. Hubo pocos años en esta época en que las fuerzas polaco-lituanas no combatieran contra uno de los enemigos de la República, que incluían tártaros, caballeros teutónicos, suecos, austriacos, turcos, moscovitas, moldavos y cosacos de Zaporozhia.
Sus fuerzas combinaban elementos de pensamiento táctico y estratégico oriental con las tácticas de tecnología y potencia de fuego occidental y la influencia del ejército polaco en Occidente a menudo es subestimada, por ejemplo: 
- Carga de caballería con sables elaborados
- Utilizando diversas tácticas y defensas de los campamentos fortificados
- Orígenes del sistema divisional
- Lanceros Ulanos
- Uniformes militares, por ejemplo chaquetas cortas, gorras de granaderos y uniformes de dragones.

Debe recordarse que uno de los generales más grandes de la historia, Gustavo Adolfo, desarrolló sus habilidades en guerra casi continua con los polacos - y su éxito en la Guerra de los Treinta Años fue precedido por muchos años de esfuerzo en contra de un número inferior de polacos que habían humillado al ejército sueco en Kircholm.